# マーケットウィナーズ
『マーケットウィナーズ』（まーけっとうぃなーず）は、BSジャパンで土曜日の午前10時から放送していた経済番組。BSジャパンとテレビ東京の共同制作。CS放送の日経CNBCでも放送。2004年4月3日より放送開始、2010年3月27日終了。 

## 放送時間
- BSジャパン

毎週土曜日 10:00 - 10:45
2007年までは10:30 - 11:15 で放送。
- 日経CNBC

毎週日曜日 17:00 - 17:45、21:00 - 21:45

## 出演者
レギュラー出演
- 司会　雲野右子
- コメンテーター　岡崎良介　（ITCインベストメント・パートナーズ・取締役運用担当）
- マーケット解説　鈴木一之　（マーケットアナリスト）

不定期出演
- 山田勉　（カブドットコム証券・投資情報室長）

CM前で顔がアップになった時に、ユニークなリアクションをして笑いをとることが多い。（坊主頭を見せたり、カメラをじっと睨んだり）
- 勝間和代　（経済評論家、公認会計士） - 「脱！トホホ投資家への道」を担当
- 中村孝也　（フィスコプレイス・取締役）
- 鎌田伸一　（ラジオNIKKEI・記者） - 「銘柄ガチンコ勝負」を担当
- 三次理加　（カネツ商事・ファイナンシャルプランナー） - 商品業界のアイドルといわれ、市況解説を担当

雲野キャスターが休みの時は、代理で司会することがある。

## 番組構成
- 今週のピックアップニュース

今週起こった経済ニュースを、解説陣がより深く解説する。
- マーケットレビュー

週間の業種別の株価指数を基に値上率・値下率を紹介し、注目の株銘柄をマーケット解説の鈴木が解説していく。
- 今週のキャッチアップ
- ウィナーズアイ

今週の特集を、ゲスト解説者が行う。（岡崎・鈴木両解説者が行う場合もある）
- 銘柄ガチンコ勝負（3ヶ月に1度）

番組解説者の鈴木とラジオNIKKEI記者の鎌田が5つ株銘柄を選び、3ヶ月後の値上がり率を競うコーナー。
- 勝間和代の　脱！トホホ投資家への道（不定期）